# Romênia nos Jogos Olímpicos de Verão de 2016
A Romênia esteve representada nos Jogos Olímpicos de Verão de 2016 por um total de 97 desportistas que competiram em 14 desportos. Responsável pela equipa olímpica é o Comité Olímpico e Desportivo da Romênia, bem como as federações desportivas nacionais da cada desporto com participação.
A portadora da bandeira na cerimónia de abertura foi a gimnasta Cătălina Ponor.

## Medalhistas
A equipa olímpica de Roménia obteve as seguintes medalhas:
| Nome | Desporto     | Competição                 |
| --- | ------------ | -------------------------- |
| Ouro |              |                            |
| Simona Gherman Simona Pop Ana Maria Popescu Loredana Dinu                                                                                 | Esgrima      | Espada por eqs. F          |
| Prata |              |                            |
| Florin Mergea Horia Tecău | Tênis        | Duplos M                   |
| Bronze |              |                            |
| Gabriel Sîncrăian | Halterofilia | 85 kg M                    |
| Albert Saritov | Luta livre   | 97 kg M                    |
| Roxana Cogianu Ioana Strungaru Milhaela Petrilă Iuliana Popa Mădălina Bereș Laura Oprea Adelina Boguș Andreea Boghian Daniela Druncea (t) | Remo         | Oito com timoneiro (W8+) F |